# Aeropuerto Internacional de Sauce Viejo
El Aeropuerto Internacional Sauce Viejo (IATA: SFN - OACI: SAAV) es una terminal aérea internacional que sirve al Gran Santa Fe en Argentina. Se encuentra ubicado en la localidad de Sauce Viejo, Provincia de Santa Fe.

## Información general
- Propietario: Gobierno de la Provincia de Santa Fe
- Explotador: Gobierno de la Provincia de Santa Fe
- Presidente del Ente Aeropuerto Sauce Viejo: Gisela J. Riuli
- Vocales del cuerpo que componen el Directorio del Ente: Carlos Rafaelli, representante de las cámaras empresariales de Santa Fe y la región, María Eugenia González, representante de la municipalidad de Santa Fe, y Emanuel Haquín, representante de la municipalidad de Santo Tomé.
- Jefe de Aeropuerto ANAC: Alejo Gustavo Carlen
- Dirección: Ruta 11 S/N, Sauce Viejo (S3034), Argentina
- Ubicación: 31°42′42.01″ S-60°48′42″ O
- Habilitación: Cabotaje, Internacional.
- Categoría OACI: 4C
- Pista: 03/21 2.325 m × 30 m - Asfalto
- Comunicaciones: TWR Sauce Viejo Torre 118,95 MHz
- Área: 398 ha
- Plataforma: 1684 m²
- Aerostación: 3000 m²
- Hangares: 6
- Ciudades que sirve: Santa Fe, localidades del Gran Santa Fe, Esperanza, Paraná.[2]

## Descripción
La aeroestación se encuentra a 17 km al suroeste de la ciudad de Santa Fe, a la vera de la Ruta Nacional 11 y de la Autopista Rosario - Santa Fe. Opera regularmente vuelos comerciales de cabotaje, desde y hacia Aeroparque Buenos Aires, así como vuelos privados a distintas ciudades del país. El aeropuerto fue recientemente certificado como Internacional.
Inicialmente llamado Aeródromo Sauce Viejo, sus obras comenzaron en mayo de 1954, completadose la pista principal en diciembre de dicho año y la terminal en junio de 1955. Fue inaugurado el 9 de diciembre de 1955 con el vuelo 526 de Aerolíneas Argentinas, el cual unía Mendoza con Buenos Aires realizando una escala en Santa Fe. Años más tarde en 1975 se ampliará la única pista que posee las instalaciones. En aquel tiempo se programaron siete vuelos semanales y había posibilidad de conectar con Córdoba y Mendoza y otros destinos. 
La terminal de pasajeros abarca una superficie de 3000 m² y posee ingresos separados para arribos y partidas, facilitando el tráfico de pasajeros. Cuenta con un total de 3 puertas (gates), todas de acceso directo a pista.
Está en construcción un edificio dentro del predio destinado al Servicio de Extinción de Incendios (SEI), con lo que se convertirá en el primer aeropuerto dentro de Argentina con contar con un cuartel de bomberos.
Cuenta con una Fuerza Federal de Seguridad, la Policía de Seguridad Aeroportuaria, denominada Unidad Operacional Sauce Viejo. En 2021 en el marco de un plan de infraestructuras provincial lanzado por el gobierno santafesino de Omar Perottti comenzó una remodelación en la terminal aeroportuaria.

## Medios de transporte desde y hacia el aeropuerto
- Carreteras de acceso: se comunica con la ciudad de Santa Fe mediante la RN 11, atravesando en su recorrido la ciudad de Santo Tomé. A escasa distancia del egreso del Aeropuerto se puede acceder, con peaje, a la Autopista Santa Fe - Rosario, vía rápida de ingreso a Santa Fe, sin pasar por Santo Tomé.
- Colectivos (buses): la Línea C ("Continental") hace el recorrido a Santa Fe, pasando por la ciudad de Santo Tomé. Realiza un recorrido especial desde el Aeropuerto de Sauce Viejo, pasando por Santo Tome, ciudad de Santa Fe, Rincón y Los Zapallos, y viceversa.
- Alquiler de Autos: el aeropuerto posee empresas donde alquilar autos. Una de ellas es AVIS.
- Distancia al centro de la ciudad: 17 km (vía RN 11, atravesando la ciudad de Santo Tomé y Puente Carretero), 20 km (vía Autopista Rosario - Santa Fe).

## Estacionamiento
- Total posiciones de estacionamiento: 150
- Cocheras cubiertas: 19
- Posiciones para discapacitados: 2
- Posiciones para embarazadas: 2
- Posee pérgolas de ascenso y descenso de pasajeros, la de partidas y arribos, en las cuales solo se permite el estacionamiento de los mismos con tiempo limitado (3 minutos)

## Aerolíneas y destinos

### Argentina
| Destinos regulares | Nombre del aeropuerto    | Aerolíneas            | Avión   | Frecuencias semanales |
| ------------------ | ------------------------ | --------------------- | ------- | --------------------- |
| Argentina          |                          |                       |         |                       |
| Buenos Aires       | Aeroparque Jorge Newbery | Aerolíneas Argentinas | E-190AR | 9                     |

## Estadísticas
| Ranking | Ciudad                               | Pasajeros (2017) | Pasajeros (2018) | Pasajeros (2019) | Variación | Aerolíneas                                                                                          |
| ------- | ------------------------------------ | ---------------- | ---------------- | ---------------- | --------- | --------------------------------------------------------------------------------------------------- |
| 1       | Buenos Aires (Aeroparque), Argentina | 36 880           | 102 663          | 94 976           | −7,49     | Aerolíneas Argentinas, Austral Líneas Aéreas, Avianca Argentina (finalizó en junio de 2019), Flyest |
| 2       | Reconquista, Argentina               | N/D              | N/D              | 191              | +Nuevo    | Flyest (finalizó en septiembre de 2019)                                                             |
| 3       | Sunchales, Argentina                 | N/D              | N/D              | 118              | +Nuevo    | Flyest                                                                                              |